# Plukovník Chabert (film, 1994)
Plukovník Chabert (francouzsky Le Colonel Chabert) je francouzská filmová adaptace stejnojmenného románu Honoré de Balzaca z roku 1994.

## Děj
Roku 1817 se u pařížského advokáta Dervilla (Fabrice Luchini) vynoří z ničeho chudě oděný cizinec (Gérard Depardieu). Tvrdí, že je plukovník Chabert, Napoleonův válečný hrdina, který měl zahynout před deseti lety v bitvě u Jílového.
Dervilla líčení domnělého mrtvého velmi zaujme a přejímá jeho případ. Existuje tu totiž možnost, že by byly znovu uznány Chabertova identita, manželství a s nimi spojený majetek. Nejsložitější by to bylo zřejmě pro Chabertovu „vdovu“ (Fanny Ardant), která se znovu vdala a právními triky se dostala k celému majetku svého prvního manžela. Může tak ztratit svůj společenský stav i mnoho peněz. Advokát Derville začíná hrát dvojitou hru: zastupuje i Chabertovu bývalou ženu, hraběnku Ferraud. Hraběnka nejprve neuznává Chabertovu totožnost. Dojde však k pohnutému setkání obou manželů. Chabert se nakonec především kvůli ohledům k manželčiným dětem (přestože nejsou jeho) rozhodne o své zmrtvýchvstání nebojovat a skončí v blázinci.

## Obsazení
| Gérard Depardieu    | Chabert          |
| Fanny Ardant        | hraběnka Ferraud |
| Fabrice Luchini     | Derville         |
| André Dussollier    | hrabě Ferraud    |
| Daniel Prévost      | Boucard          |
| Olivier Saladin     | Hure             |
| Maxime Leroux       | Godeschal        |
| Éric Elmosnino      | Desroches        |
| Guillaume Romain    | Simonin          |
| Patrick Bordier     | Boutin           |
| Claude Rich         | Chamblin         |
| Jean Cosmos         | Costaz           |
| Jacky Nercessian    | Delbecq          |
| Albert Delpy        | notář            |
| Marc Maidenberg     | sluha            |
| Romane Bohringer    | Sophie           |
| Valérie Bettencourt | Julie            |
| Florence Guerfy     | klient           |
| Julie Depardieu     | Mathilde         |
| Isabelle Wolfe      | Nun              |
| Olivier Py          | šermíř           |

## Zajímavosti
- Gérard Depardieu si domnělého mrtvého zahrál již ve filmu Návrat Martina Guerra z roku 1982. Depardieu ztvárnil i nejslavnějšího „navrátilce“ v seriálu Hrabě Monte Cristo.
- Balzacova předloha byla zfilmována již šestkrát:
  - nejstarší zpracování je z roku 1911
  - v roce 1914 vznikla německá verze Oberst Chabert
  - roku 1943 byla natočena další francouzská verze
  - další německý film Oberst Chabert z roku 1967
  - roku 1978 byla natočena epizoda Le Colonel Chabert seriálu Au théâtre ce soir
  - roku 1976 byla natočena televizní inscenace Plukovník Chabert v hlavní roli s Božidarou Turzonovovou a Ctiborem Filčíkem

## Ocenění
- Snímek byl nominován na šest Césarů (herec - Gérard Depardieu; kamera - Bernard Lutic; kostýmy - Franca Squarciapino; nejlepší režijní debut - Yves Angelo; výprava - Bernard Vézat; herec ve vedlejší roli - Fabrice Luchini).
- Na festivalu v Káhiře získal snímek Zlatou pyramidu.
- Film byl oceněn Stříbrnou stuhou Asociace italských filmových novinářů za nejlepší kostýmy.